# Tomislav Crnković
Tomislav Crnković (ur. 17 czerwca 1929 w Kotorze, zm. 17 stycznia 2009 w Zagrzebiu) – jugosłowiański piłkarz i trener piłkarski, grający podczas kariery zawodniczej na pozycji obrońcy w klubach: Metalac Zagrzeb, Dinamo Zagrzeb, Wiener SC i Servette FC oraz w reprezentacji Jugosławii. Uczestnik mistrzostw świata 1954 i mistrzostw świata 1958. W latach 1965–1966 był trenerem 1. Simmeringer SC.
W reprezentacji zadebiutował 25 czerwca 1952 w meczu z Norwegią (4:1).